# 프리드리히 부르크뮐러

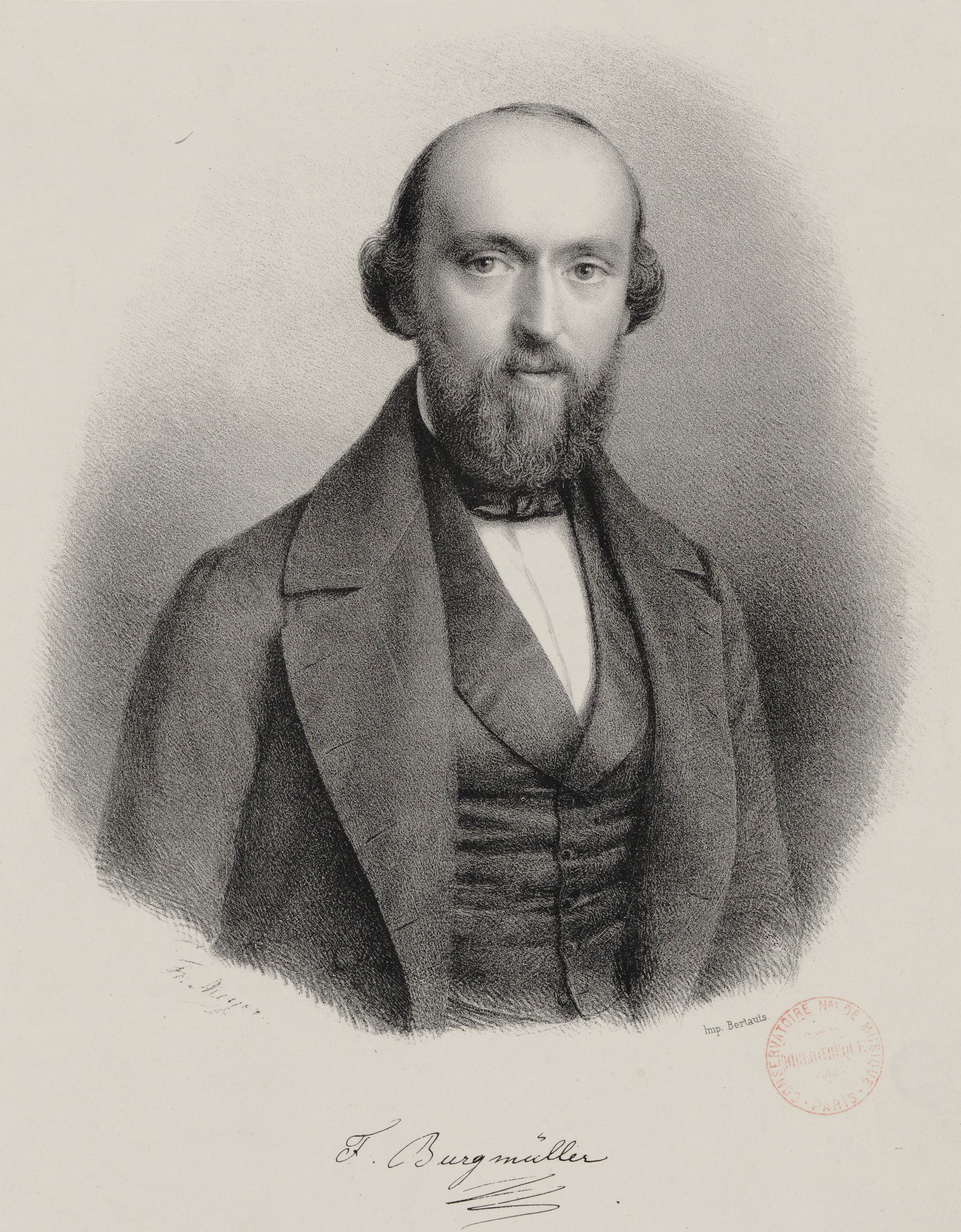

요한 프리드리히 프란츠 부르크뮐러(독일어: Johann Friedrich Franz Burgmüller, 1806년 12월 4일 ~ 1874년 2월 13일)는 독일 출신의 작곡가 겸 피아니스트이다. 오르가니스트 겸 지휘자인 요한 아우구스트 프란츠 부르크뮐러와 그 아내 테레제의 둘째아들로 태어났다. 부르크뮐러 가는 동생 노르베르트 부르크뮐러 또한 작곡가 겸 피아니스트였던 음악가 집안이다. 1832년 파리로 건너가 많은 피아노 소품과 발레 음악, 오페라 등을 작곡했다. 피아노 교본 《25개의 연습곡 작품번호 100》과 《18개의 연습곡 작품번호 109》등이 유명하다.

## 작품

### 25개의 연습곡 Op.100
| 번호 | 제목          | 빠르기                      | 조성        |
| ---- | ------------- | --------------------------- | ----------- |
| 1    | 순진한 마음   | 알레그로 모데라토           | 다장조      |
| 2    | 아라베스크    | 알레그로 스케르찬도         | 가단조      |
| 3    | 목가          | 안단티노                    | 사장조      |
| 4    | 작은 모임     | 알레그로 논 트로포          | 다장조      |
| 5    | 천진난만      | 모데라토                    | 바장조      |
| 6    | 앞으로 앞으로 | 알레그로                    | 다장조      |
| 7    | 맑은 시냇물   | 알레그로 비바체             | 사장조      |
| 8    | 아름다움      | 모데라토                    | 바장조      |
| 9    | 사냥          | 알레그로 비바체             | 다장조      |
| 10   | 귀여운 꽃     | 모데라토                    | 라장조      |
| 11   | 할미새        | 알레그레토                  | 다장조      |
| 12   | 이별          | 알레그로 몰토 아지타토      | 가단조      |
| 13   | 위로          | 알레그로 모데라토           | 다장조      |
| 14   | 스티리아의 춤 | 뮈브망 데 발세              | 사장조      |
| 15   | 발라드        | 알레그로 콘 브리오          | 다단조      |
| 16   | 작은 슬픔     | 알레그로 모데라토           | 사단조      |
| 17   | 수다쟁이      | 알레그레토                  | 바장조      |
| 18   | 걱정          | 알레그로 아지타토           | 마단조      |
| 19   | 아베 마리아   | 안단티노                    | 가장조      |
| 20   | 타란텔라      | 알레그로 비보               | 라단조      |
| 21   | 천사의 음악   | 알레그로 모데라토           | 사장조      |
| 22   | 뱃노래        | 안단티노 콰시 알레그레토    | 내림가장조  |
| 23   | 돌아오는 길   | 몰토 아지타토 콰시 프레스토 | 내림 마장조 |
| 24   | 제비          | 알레그로 논 트로포          | 사장조      |
| 25   | 승마          | 알레그로 마르치알레         | 다장조      |

### 18개의 연습곡 Op.109
1.비밀 이야기
2.진주
3.목동의 귀로
4.집시
5.샘
6.명랑한 소녀
7.자장가
8.아지타토
9.아침종
10.재빠른 움직임
11.세레나데
12.숲속의 아침
13.소낙비(폭풍)
14.곤돌라의 뱃노래
15.공기의 요정
16.이별
17.행진
18.베틀가